# Larentia orophyla
Larentia orophyla är en fjärilsart som beskrevs av Edward Meyrick 1883. Larentia orophyla ingår i släktet Larentia och familjen mätare. Inga underarter finns listade i Catalogue of Life.